# Мурафська сільська територіальна громада
Мурафська сільська громада — територіальна громада в Україні, у Жмеринському районі Вінницької області. Адміністративний центр — село Мурафа.
Площа громади — 93,23 км², населення — 6428 мешканців (2018).
Утворена 13 листопада 2016 року шляхом об'єднання Клекотинської та Мурафської сільських рад.
12 червня 2020 року Мурафська сільська громада утворена у складі Клекотинської, Михайлівської, Мурафської, Пеньківської, Федорівської, Юхимівської сільських рад.
24 лютого 2023 року село Бабина Долина виключене з облікових даних. Територію села було приєднано до сусіднього села Пеньківка.

## Населені пункти
До складу громади входять 7 сіл: Довжок, Клекотина, Михайлівка, Мурафа, Пеньківка, Федорівка, Юхимівка.